# Adultère, mode d'emploi
Adultère, mode d'emploi é um filme de drama suíço de 1995 dirigido e escrito por Christine Pascal. Foi selecionado como representante da Suíça à edição do Oscar 1996, organizada pela Academia de Artes e Ciências Cinematográficas.

## Elenco
- Richard Berry - Simon Chama
- Karin Viard - Fabienne Corteggiani
- Vincent Cassel - Bruno Corteggiani
- Emmanuelle Halimi - Sarah